# Galumna zeucta
Galumna zeucta är en kvalsterart som först beskrevs av Grandjean 1964.  Galumna zeucta ingår i släktet Galumna och familjen Galumnidae. Inga underarter finns listade i Catalogue of Life.